# Top 10 (revista em quadrinhos)
Top 10 é uma série de revistas em quadrinhos criada por Alan Moore em 1999 junto com a "America's Best Comics", uma linha editorial da Wildstorm Comics, então uma subsidiária da Image Comics. Cada uma das séries criadas por Moore para a ABC se inspirava nos primórdios das histórias em quadrinhos, antes mesmo da "Era de Ouro americana" que estabeleceu o gênero de super-heróis, e na literatura pulp. Segundo Marcus Vinícius Medeiros, "com o selo ABC, Moore pretendia literalmente reinventar os quadrinhos [americanos]. O escritor inglês voltou aos primórdios das revistas pulp que precederam o surgimento do Super-Homem e apresentou uma versão diferente do que teríamos na nona arte. Suas novas séries, The League of Extraordinary Gentlemen, Tom Strong, Promethea, Tomorrow Stories e Top 10, mostraram conceitos inovadores, respeito pelo legado dos quadrinhos e da literatura, cumprindo seu objetivo com louvor".
Moore se inspirou também nas séries de televisão do gênero policial, em especial Homicide: Life on the Street, Hill Street Blues e NYPD Blue para criar as tramas, retratando uma delegacia de polícia numa cidade em que todos os habitantes, incluindo os policiais, possuíam super-poderes. As doze primeiras edições da série foram publicadas entre 1999 e 2001, inclusive após a Wildstorm ter sido vendida para a DC Comics, uma editora para a qual Moore já não pretendia mais trabalhar. Após a conclusão da série principal, ilustrada por Gene Ha e Zander Cannon, Moore participou ainda da produção de dois spin-offs: a minissérie Smax, centrada no policial Jeff Smax e situada cronologicamente após os eventos da série, e uma graphic novel que serve como "prelúdio", Top 10: The 49ers. Após a saída de Moore, Paul Di Filippo e Jery Ordway produziriam Top 10: Beyond the Farthest Precinct, uma minissérie situada após os eventos de Smax.
Zander Cannon se uniria a Gene Ha para produzir Top 10 Season Two, uma continuação da série, mas a nova revista acabaria sendo descontinuada pela editora após cinco de 10 edições originalmente planejadas. A série original foi indicada ao Eisner Awards na categoria "Melhor Série" em 2000 e 2001, vencendo na segunda indicação. Em 2000, a série também seria indicada à outra categoria da premiação, a de "Melhor Nova Série", a qual venceria. Moore foi três vezes vencedor do Eisner de "Melhor Escritor" por seu trabalho na série  e em The 49ers, e Ha foi indicado duas vezes ao Eisner de "Melhor Desenhista" por sua participação nessas duas obras.